# Gertrude Weaver
Gertrude Weaver (* 4. Juli 1898 im Lafayette County, Arkansas, als Gertrude Gaines; † 6. April 2015 in Camden, Arkansas) war eine US-amerikanische Supercentenarian und ab dem 31. März 2015 für sechs Tage der älteste lebende Mensch der Welt.

## Leben
Weaver wurde 1898 im Lafayette County in Arkansas, an der Grenze zu Texas und Louisiana, als Gertrude Gaines und Jüngste von sechs Geschwistern geboren. Ihre Eltern, Charles Gaines (* Mai 1861) und Ophelia Jeffreys (* Dezember 1866) waren afroamerikanische Landpächter. Am 18. Juli 1915 heiratete sie Gennie Weaver (* 1896), mit dem sie vier Kinder hatte. In den 1940er Jahren zog sie nach Kalifornien, wo sie mit ihrem Sohn einige Jahrzehnte lebte. 1969 starb ihr Ehemann. Später kehrte sie nach Arkansas zurück.
Nachdem sich Weaver mit 104 Jahren die Hüfte gebrochen hatte, zog sie ins Silver Oaks Health and Rehabilitation Center in Camden, Arkansas. Nachdem sie sich erholt hatte, zog sie mit der Hilfe ihrer Enkelin wieder in ihr Eigenheim. Fünf Jahre später, mit 109, zog sie zurück ins Altenheim. Mit 115 wurde ihre Gesundheit etwas schlechter, doch sie war weiterhin in der Lage, ihr Zimmer zu den Mahlzeiten und zu Aktivitäten zu verlassen. Von den typischen Gesundheitsproblemen ihrer Altersklasse blieb Weaver verschont; sie schlief gut, rauchte nicht und trank keinen Alkohol. Für ihre Langlebigkeit machte Gertrude Weaver mehrere Faktoren verantwortlich: Associated Press sagte sie, diese seien „auf den Herrn zu vertrauen, hart zu arbeiten und jeden zu lieben“; im Interview mit Time gab sie Güte als vierten Grund an: „tu einfach, was du kannst, und wenn wir es nicht können, können wir es eben nicht“.
An ihrem 116. Geburtstag erkannte die Gerontology Research Group Weavers Altersangaben an und machte sie somit zur ältesten lebenden Amerikanerin; ihr wurde eine Plaque mit entsprechender Inschrift überreicht. Außerdem bekam sie einen Gratulationsbrief von US-Präsident Barack Obama, und der Bürgermeister von Camden erklärte den 4. Juli neben dem Nationalfeiertag zum „Gertrude Day“. Am 6. April 2015 starb Weaver im Alter von 116 Jahren und 276 Tagen im Silver Oaks Health and Rehabilitation Center an einer Lungenentzündung. Nur eines ihrer vier Kinder, Sohn Joe (* 7. April 1921), überlebte sie.

## Altersrekorde
Am 20. April 2012 stieg Weaver in die Liste der 100 ältesten Menschen ein, ab dem 4. Dezember 2012 gehörte sie zu den fünf ältesten lebenden Personen. 13 Tage später, am 17. Dezember, wurde sie mit dem Tod von Dina Manfredini die älteste lebende US-Amerikanerin. Schon ab dem Tod Jiroemon Kimuras am 12. Juni 2013 war sie der zweitälteste lebende Mensch der Welt hinter Misao Okawa aus Japan. Mit deren Tod am 1. April 2015 (UTC+9) wurde Gertrude Weaver am 31. März 2015 (UTC−6) die älteste lebende Person der Welt. Diesen Titel behielt sie jedoch nur bis zu ihrem eigenen Tod sechs Tage später, dann ging er an ihre Landsfrau Jeralean Talley.
Zu den zehn ältesten Menschen aller Zeiten gehörte sie bereits ab dem 20. Mai 2014, bei ihrem Tod war sie auf Rang sechs. Seit Dezember 2023 belegt sie Platz 16. Hinter Sarah Knauss und Susannah Mushatt Jones ist sie die drittälteste Person jemals aus den USA, außerdem war sie der letzte Mensch aus dem Jahr 1898. Zusammen mit Jeralean Talley, Susannah Mushatt Jones und Emma Morano gehörte sie zu den vier letzten Überlebenden aus den 1890er Jahren.